# Cona (Ferrara)
Cona è una frazione del comune di Ferrara di 1 118 abitanti, facente parte della Circoscrizione 4.

## Storia
Il toponimo, del quale si hanno notizie sin dal 1183, deriva dalla radice greca volta ad indicare nelle carte idrografiche una curva, un seno o un piazzale, ma potrebbe anche indicare il punto in cui il Po si divideva in due rami.
Il suo territorio si sviluppa fra Cocomaro di Cona, Codrea e Quartesana e dista dalla città circa 10 chilometri.
Lungo il corso del Po di Volano sorgeva una chiesetta nel 1401 dedicata a San Giovanni Battista, distrutta totalmente dal terremoto di Ferrara del 1570. 
I monaci Olivetani di San Giorgio che la officiavano, presero in uso la foresteria di San Sinesio nel 1573, posta a un miglio di distanza dal fiume, e qui costruirono la nuova chiesa in stile Barocco.

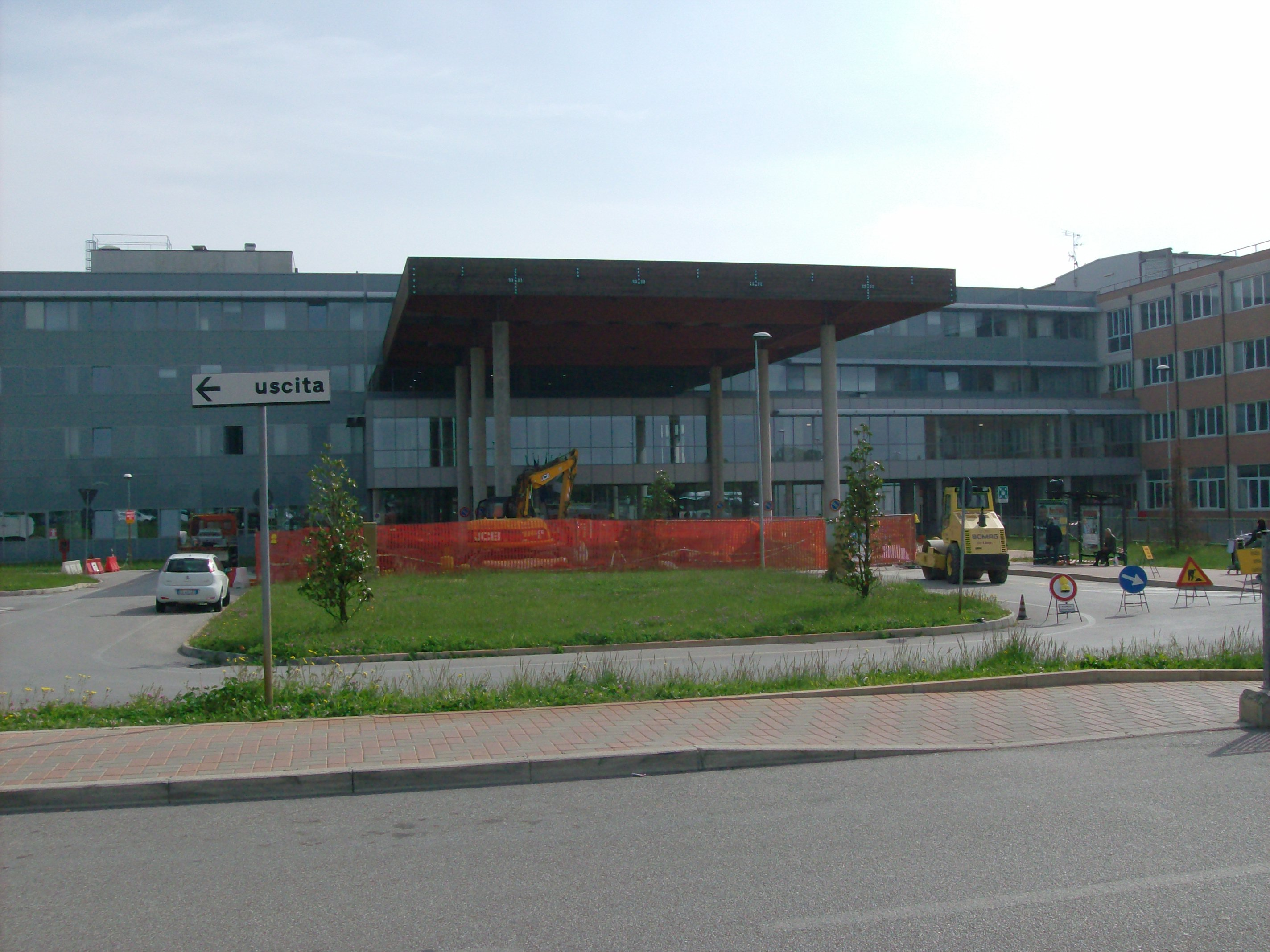
Arcispedale Sant'Anna

La frazione è situata fra la Superstrada Ferrara-Porto Garibaldi e la via Pomposa ed è dotata di due fermate ferroviarie (Cona e Ferrara Cona Ospedale) lungo la linea Ferrara-Codigoro. 
Fra il 1901 e il 1931 la località era servita da un analogo impianto posto sulla tranvia Ferrara-Codigoro.

## Luoghi di interesse
Nei pressi di Cona sorge il nuovo Polo Ospedaliero Sant'Anna, andato a sostituire l'ex nosocomio cittadino posto in Corso Giovecca. 
Villa Magnoni, antica residenza nobiliare poi caduta in stato di abbandono, conserva ancora tracce di affreschi in alcune sale.